# Knebworth
Knebworth is een civil parish in Engeland, in het graafschap Hertfordshire.

## Geschiedenis
Er zijn overblijfselen gevonden die aangeven dat het gebied in de steentijd al bewoond was. Het dorpje wordt ook genoemd in het Domesday Book van 1086 waarin het Chenepeworde wordt genoemd, met een inwoneraantal van 150.
Het dorpje was oorspronkelijk ontstaan rond het landhuis in de buurt, Knebworth House.
In de 19e eeuw groeide het dorpje, waarschijnlijk dankzij de aanleg van een spoorlijn. Het inwoneraantal steeg tot 4000, tegenwoordig wonen er 4496 mensen in Knebworth.

## Concerten
Er vinden regelmatig concerten plaats in Knebworth. Enkele bekende artiesten die er hebben opgetreden zijn:
- Pink Floyd (1975, 1990)
- The Rolling Stones (1976)
- Genesis (1978, 1992)
- Frank Zappa (1978)
- Led Zeppelin (1979, tevens hun laatste concert in Groot-Brittannië)
- Mike Oldfield (1980)
- The Beach Boys (1980)
- Cliff Richard (1983, 1990)
- Deep Purple (1985)
- Queen (1986, tevens hun laatste concert met Freddie Mercury)
- Paul McCartney (1990)
- Eric Clapton (1990)
- Phil Collins (1990)
- Dire Straits (1990)
- Elton John (1990)
- Status Quo (1990)
- Oasis (1996)
- Robbie Williams (2003)
- Metallica (2009)
- Slipknot (2011)
- Red Hot Chili Peppers (2012)